# بوتریتیس
بوتریتیس (به انگلیسی: Botryotinia) نام یک سرده از قارچ‌ها است.